# Druivenkoers 1972
La Druivenkoers 1972, dodicesima edizione della corsa, si svolse il 30 agosto 1972 su un percorso con partenza ed arrivo a Overijse. Fu vinta dal belga Roger De Vlaeminck della squadra Dreher davanti ai connazionali Roger Rosiers e Jean-Pierre Berckmans. Per De Vlaeminck fu la seconda vittoria in questa competizione.

## Ordine d'arrivo (Top 10)
| Pos. | Corridore             | Squadra | Tempo |
| ---- | --------------------- | ------- | ----- |
| 1    | Roger De Vlaeminck    | Dreher  |       |
| 2    | Roger Rosiers         | Bic     |       |
| 3    | Jean-Pierre Berckmans | Rokado  |       |